# Polikarpov P-2
Polikarpov P-2 là một loại máy bay huấn luyện hai tầng cánh của Liên Xô trong thập niên 1920.

## Tính năng kỹ chiến thuật
Dữ liệu lấy từ The Illustrated Encyclopedia of Aircraft
Đặc điểm tổng quát
- Kíp lái: 2
- Sải cánh: 10.40 m (34 ft 1½ in)
- Powerplant: 1 × M-6, 224 kW (300 hp)

Hiệu suất bay
- Vận tốc cực đại: 206 km/h (128 mph)

Vũ khí trang bị
- một súng máy DA